# 기타가와 스스무
기타가와 스스무(일본어: 北川 進, 1951년 7월 4일 ~ )는 일본의 무기화학자이다. 교토 대학 공학부 석유화학과와 동 대학원에서 박사 과정을 수료했고 교토 대학 대학원 공학연구과 교수이다. 교토시 시모교구 출신.

## 연구 업적
마이크로 구멍을 지닌 금속 착체인 다공성배위고분자의 합성, 그 기능의 발현에 관한 연구를 진행하고 있다. 이 다공성 금속착체(PCP)는 온실 기체인 이산화탄소를 효율적으로 흡착하는 성질이 있는 것으로 주목을 끌고 있다.

## 주요 경력
- 1974년 : 교토 대학 공학부 석유화학과 졸업
- 1979년 : 교토 대학 대학원 공학연구과 박사 과정 수료
- 1979년 : 긴키 대학 이공학부 조수
- 1983년 : 긴키 대학 이공학부 강사
- 1988년 : 긴키 대학 이공학부 조교수
- 1992년 : 도쿄 도립 대학 이학부 교수
- 1998년 : 교토 대학 대학원 공학연구과 교수(합성·생물화학 전공)
- 2007년 : 교토 대학 물질-세포 통합 시스템 거점 부거점장(공학연구과 교수 겸임)
- 2013년 : 교토 대학 물질-세포 통합 시스템 거점 거점장(공학연구과 교수 겸임)

## 수상 경력
- 2002년 : 일본 화학회 학술상
- 2007년 : 일본 착체화학회상
- 2009년 : 일본 화학회상
- 2009년 : 훔볼트상(독일)
- 2010년 : 톰슨 로이터 선정 ‘노벨상 수상 예측 인물’
- 2011년 : 자수포장
- 2013년 : RSC 드 젠상 ※일본인으로서는 최초 수상
- 2013년 : 에사키 레오나상
- 2016년 : 일본 학사원상
- 2017년 : 후지와라상
- 2017년 : 미래를 위한 화학·솔베이상[3]